# 마이크 파이스트
마이크 파이스트(영어: Mike Faist, 1991년 1월 5일 ~ )는 미국의 배우이다.

## 출연 작품
- 챌린저스 (2024년) - 아트 도널드슨 역
- 웨스트 사이드 스토리 (2020년) - 리프 역
- 늑대인간의 후예 (2017년)